# Dorota Naruszewicz
Dorota Naruszewicz (ur. 1 marca 1971 w Warszawie) – polska aktorka filmowa i teatralna.

## Życiorys
Ukończyła studia na PWST w Warszawie (1996).
W latach 1997–2011 grała Beatę Borecką w serialu Klan, w którym występowała od 1. do 2055. odcinka. W 2019 wcielała się w wielką księżną litewską Juliannę twerską w serialu Korona królów.

## Życie prywatne
W 2005 poślubiła prawnika Tomasza Żórawskiego, z którym rozwiodła się w 2020. Ma dwie córki: Ninę (ur. 2003) i Nellę (ur. 2006).

## Filmografia

### Filmy
- 1993: Kolejność uczuć, jako dziewczyna stojąca przy bramie
- 1999: Pan Tadeusz, jako Ewa Stolnikówna
- 2000: Pół serio, jako Berta/Justine
- 2000: Świąteczna przygoda, jako dziewczyna Śmierci
- 2005: Once Upon a Time..., jako Anne Marie Andersen
- 2009: Balladyna (The Bait), jako pielęgniarka
- 2015: Strzyga (Etiuda szkolna)

### Seriale
- 1997–2011: Klan, jako Beata Chojnicka/Borecka/Borecka-Rafalska
- 2012: Hotel 52, jako Irena
- 2012: Komisarz Alex, jako Anna Winnicka (odc. 15)
- 2014: Galeria, jako Klaudia
- 2014: Ojciec Mateusz, jako Ewa Wiślicka, żona Bogdana (odc. 145)
- 2014–2016: Barwy szczęścia, jako Elwira Chowańska, była żona Artura
- 2014: Na dobre i na złe, jako Ewa Reszek (odc. 579)
- 2019: Korona królów, jako księżna Julianna twerska, matka króla Władysława Jagiełły
- 2021: Mecenas Porada, jako Jola (odc. 7)
- 2022: Rodzina na Maxa, jako szefowa Filipa
- 2023: Rafi, jako Anna Pawelec (odc. 4)

### Teatr Telewizji
- 1997: Adam Mickiewicz, Dziady[7]

### Teatr
- 1994: Maksim Gorki, Letnicy, jako Sonia, PWST w Warszawie
- 1995: Bałucki/Witkiewicz/Gombrowicz, Kabaret modernistyczny, PWST Warszawa
- 1999: Olgierd Świerzewski, Po naszemu, jako Teresa Żelazna, Teatr Powszechny w Warszawie
- 2011: Marcin Szczygielski, Furie, jako Magda Eryńska-Michalik, Teatr Komedia w Warszawie